# Nicotine
Nicotine is een organische verbinding die in een relatief hoge concentratie voorkomt in de tabaksplant (Nicotiana tabacum) en in gedroogde tabak. Deze plant is genoemd naar Jean Nicot. Nicotine werd voor het eerst geïsoleerd door twee Duitse chemici, Posselt en Reimann in 1828. In 1895 werd de structuurformule van nicotine bepaald door Adolf Pinner.
Nicotine komt niet alleen voor in tabak, maar ook in allerlei planten die tot de nachtschadefamilie behoren, zoals onder andere tomaten, aardappelen, en aubergine. Nicotine komt ook voor in de bladeren van de cocaplant (Erythroxylum coca).
Nicotine behoort tot de meest verslavende stoffen. Het is een van de voornaamste oorzaken van de verslavende maar ook verdovende werking van roken, met vaak ook juist weer een stimulerende (opwekkende) werking. Als de drug is uitgewerkt ontstaan ontwenningsverschijnselen. 

## Chemische en fysische eigenschappen
De stof is een hygroscopische, kleurloze, olieachtige vloeistof die zeer goed mengbaar is met water. De stof kan uit tabak getrokken worden door de bladeren 12 uur in water te weken, waarna de nicotine boven komt drijven. De stof smaakt bitter en is sterk alkalisch. Het vormt met een zuur een zout.
Bij verhoogde temperatuur verdampt de nicotine gemakkelijk waardoor het geïnhaleerd kan worden, bijvoorbeeld vanuit een sigaret. In contact met lucht verkleurt de stof bruinachtig.

## Etymologie
Nicotine is een zwaar vergif dat aanvankelijk werd gezien als een geneesmiddel. Het werd gepropageerd door Jean Nicot. Een zekere André de Thevet zou de tabaksplant in 1555 hebben meegenomen uit Amerika. Daar werden de bladeren er van gerookt, gesnoven en gepruimd. Columbus beschreef deze gewoonte al in 1491. Toen Nicot ambassadeur in Lissabon werd, was tabak of 'petun' daar net in opmars. De overlevering wil dat Nicot de plant met een aanbeveling opstuurde aan Catharina de' Medici, de Franse koningin. Vanuit Frankrijk veroverde de plant, het roken, snuiven en het pruimen daarna heel Europa. Pas in het begin van de 19e eeuw werd duidelijk hoe giftig nicotine is. Van Dale geeft als voorbeeldzin: ‘Een druppel nicotine is voldoende om een volwassen hond te doden.'

## Biologie van nicotine
Nicotine behoort tot de alkaloïden, een groep heterocyclische verbindingen waartoe ook genotsmiddelen zoals cafeïne en cocaïne behoren. Ook in de geneeskunde gebruikte stoffen zoals morfine en codeïne zijn alkaloïden.
In het droge gewicht van een tabaksplant zit 0,3 tot 5% nicotine. Nicotine wordt door de plant gemaakt in de wortels. De nicotine hoopt zich echter op in de bladeren. Met nicotine verweren planten zich tegen vraat van insecten en planteneters. Het zenuwstelsel van veel insecten is waarschijnlijk erg gevoelig voor de neurotoxische werking van nicotine. Insecticiden als imidacloprid zijn chemisch en farmacologisch verwant aan nicotine.

### Nicotine-eter
De rups van de tabakspijlstaart (Manduca sexta), een nachtvlinder, is bestand tegen nicotine uit de tabaksplant. De rups kan, in tegenstelling tot andere insecten, de tabaksplant vrijelijk aanvreten. De rups heeft zelfs een voorkeur voor deze plant en slaat de nicotine op in zijn lichaam. Daardoor wordt de rups onaantrekkelijk voor zijn natuurlijke vijanden.
De tabaksplant heeft een afweermechanisme tegen de vraat door de tabakspijlstaartrups. Als de plant in aanraking komt met het speeksel van de rups doordat deze van de plant eet, maakt de tabaksplant bepaalde geurstoffen aan waar roofinsecten op af komen. Deze vijanden van de tabakspijlstaart eten niet de rups zelf, maar parasiteren op de eitjes die de vlinder op de plant gelegd heeft. Ook hebben deze geurstoffen tot gevolg dat de tabakspijlstaart minder eitjes gaat leggen.

## Opname en afbraak van nicotine door de mens
De hoeveelheid nicotine die met tabaksrook wordt geïnhaleerd is vrij klein, omdat de stof grotendeels wordt vernietigd door de hitte. Toch is dit voldoende om direct effecten van de stof te ervaren.
Nicotine kan op drie manieren in het lichaam terechtkomen:
- Via de longen door tabak te roken, of te vapen (de e-sigaret);
- Via de slijmvliezen door tabak te kauwen, onder de bovenlip te plaatsen zoals bij het gebruik van snus, te roken of te snuiven, of door nicotinekauwgum te kauwen (zie ook onder);
- Via de huid door applicatie van nicotine (vaak in de vorm van een nicotinepleister, die mensen aanbrengen om nicotine binnen te krijgen zonder te hoeven roken, met name als ze willen stoppen met roken).

Als nicotine in het lichaam terechtkomt, wordt het al snel verspreid door de bloedsomloop. De stof komt hierbij ook in de hersenen terecht. Dit duurt gemiddeld 7 seconden.
Nicotine verlaat het lichaam deels direct via de nieren. Het grootste deel wordt echter afgebroken in de lever, waarbij nicotine wordt omgezet in cotinine.

## Effecten van een hoge dosering - giftigheid
Nicotine is een krachtig zenuwgif, vooral voor insecten. Het zit dan ook in verschillende insecticiden. Ook voor mensen is nicotine giftig: een sigaar bevat bijvoorbeeld voldoende nicotine om een kleuter te doden als de kleuter de sigaar op zou eten.
Nicotine veroorzaakt onder andere hoge bloeddruk en atherosclerose (beschadiging en vernauwing van de bloedvaten). Het is niet aangetoond dat nicotine kankerverwekkend zou zijn. Roken veroorzaakt kanker door de duizenden andere schadelijke stoffen die in de rook aanwezig zijn. Er is echter wel aangetoond dat nicotine de apoptose vertraagt, de vernietiging van ongewenste cellen in het lichaam. Omdat veel gemuteerde of beschadigde cellen die zich tot kankercel kunnen ontwikkelen in een vroeg stadium door apoptose worden vernietigd, denkt men, zeker in combinatie met de talloze carcinogene stoffen in tabaksrook, dat nicotine wel bijdraagt aan het ontstaan van kanker. Bovendien is de uiterst verslavende werking van nicotine een belangrijk aspect waarom mensen blijven roken. Daarom is de nicotine in sigarettenrook medeverantwoordelijk voor het zeer grote aantal ziekten als gevolg van roken, onder andere vrijwel alle vormen van kanker.
In hoge dosis zorgt nicotine voor misselijkheid en braken. De LD50 bedraagt 3 mg/kg voor muizen.
De algemeen geaccepteerde fatale dosering voor mensen bedraagt 40-60 milligram. Echter lijkt deze notie niet gebaseerd te zijn op adequaat onderzoek en ligt de daadwerkelijk fatale dosering bij volwassenen op minimaal 500 milligram. Nicotinevergiftiging kan leiden tot overlijden door verlamming van de ademhaling.

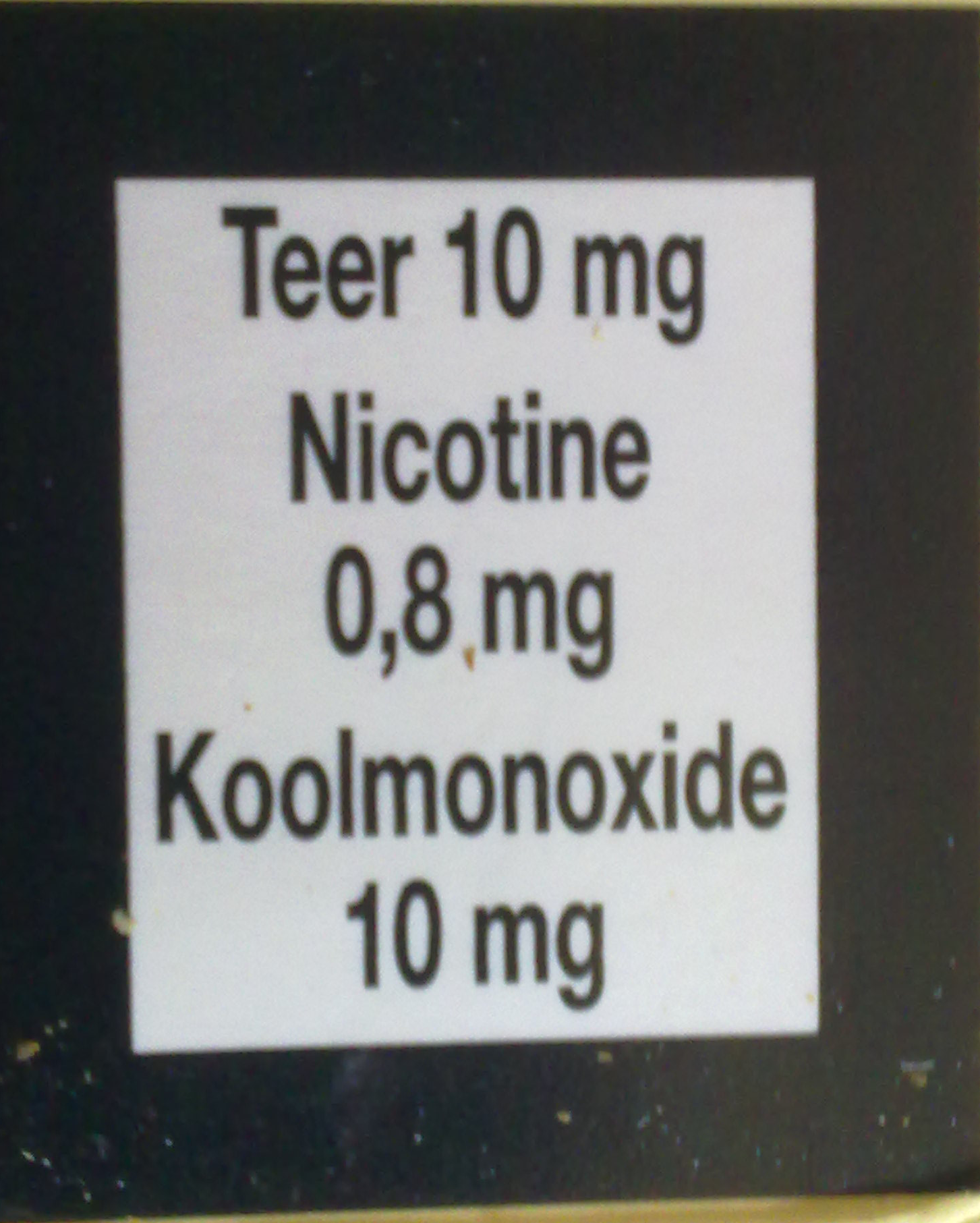
Waarschuwing voor teer, nicotine en koolstofmonoxide op een pakje sigaretten.

## Roken en nicotine
Tabak bevat duizenden schadelijke stoffen. Een van die stoffen is nicotine, die het prettige gevoel geeft waardoor mensen telkens weer een nieuwe sigaret opsteken. Dit vanwege het feit dat nicotine al zeer snel een licht gevoel van ontwenning geeft, dat de roker ervaart als 'trek in een sigaret'.
Nicotine kan een roker zowel opwekken als ontspannen, afhankelijk van de dosis. Het opheffen van de lichte hunkering naar het middel (door verslaving) speelt hierbij een grote rol. Dit tweezijdig effect is ook bekend van andere stoffen, het komt bijvoorbeeld ook voor bij alcohol. Het eerste drankje werkt ontremmend en stimulerend, maar wie meer drinkt wordt door alcohol verdoofd. Bij een eerste gebruik van nicotine wordt snel adrenaline geproduceerd door het lichaam. Een aantal effecten van nicotine wordt dan in feite veroorzaakt door de adrenaline. Nicotine bindt vooral aan de acetylcholine receptoren in de hersenen. Acetylcholine is een neurotransmitter die impulsoverdracht naar spieren, maag en darmen activeert. Nicotine breekt slecht af in de synaps tussen 2 zenuwuiteinden en overstimuleert de acetylchlorine receptoren. Acetylchlorine speelt een belangrijke regulerende rol in de dopamine regulatie, die een belangrijke rol speelt in het beloningssysteem en cognitieve systeem van de hersenen. Nicotine verstoort dit evenwicht.
Bij langdurige blootstelling aan nicotine worden de receptoren tijdelijk minder gevoelig en komen er tegelijk ook meer receptoren bij (tolerantie). Bij niet roken worden de receptoren weer gevoelig en dit leidt tot overstimulatie van de neuronen en ontwenningsverschijnselen. Tijdens en na het roken functioneren de hersenen weer op normaal niveau.
Nicotine blokkeert tevens het vrijkomen van het hormoon insuline. Hierdoor wordt glucose minder snel opgenomen omdat insuline immers zorgt voor de opname van glucose in de cellen. Omdat de hersenen vervolgens 'zien' dat er nog voldoende glucose aanwezig is in het bloed, treedt er ook minder snel eetlust op. Om deze reden zijn er soms mensen die graag gaan roken om gemakkelijker slank te kunnen blijven. Bovendien is het zo dat mensen die stoppen met roken vaak last hebben van gewichtstoename, omdat ze de hoeveelheid eetlust die een niet-roker heeft niet meer gewend zijn.
Het stimulerende of juist ontspannende effect van nicotine is een van de vele factoren die het plezier van roken uitmaken. De hoofdfactor is in feite dat de lichamelijke en geestelijke hunkering naar nicotine wordt opgeheven door het roken van bijvoorbeeld een sigaret. Een niet-roker zal zich daarom ontspannener voelen dan een roker, want roken kan stress dus juist verergeren. Nicotine verhoogt ook de hartslag.

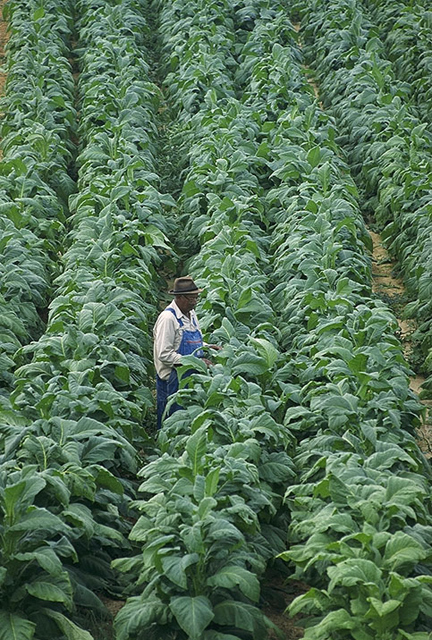
De grootschalige tabaksteelt, zoals hier in Chatham (Verenigde Staten), vindt een markt dankzij de sterk verslavende werking van nicotine.

Naast bovengenoemde effecten wordt bij roken ook het dopamineniveau verhoogd. Roken belemmert het enzym monoamine oxidase (MAO), dat verantwoordelijk is voor de afbraak van neurotransmitters zoals dopamine. Men denkt echter dat andere stoffen dan nicotine in sigarettenrook hier verantwoordelijk voor zijn.

### Verslavende werking
Het roken van een enkele sigaret, leidt tot een kick in het brein via het beloningssysteem. Dat systeem is gebouwd om gedrag te versterken via het afgeven van dopamine. Zo laat dopamine een spoor na in de hersenen, versterkt gedrag dat aangenaam is en stimuleert om dit gedrag te herhalen. Nicotine veroorzaakt zo afhankelijkheid en een hardnekkige psychologische verslaving. Ook kan nicotine de afgifte van de remmende, inhiberende GABA neurotransmittor tijdelijk blokkeren en daardoor het effect van de dopamine in de hersenen verlengen. De verslavende werking is gelijksoortig aan die van sommige harddrugs als heroïne of cocaïne.
Nicotineverslaving bouwt zich bij adolescenten op in gemiddeld 2 à 3 jaar: van experimenteren, naar regelmatig licht roken, naar verslavend dagelijks roken. Het sterk verslavend karakter komt door de vele dagelijkse herhalingen van een lage dosis extra dopamine en het onbewust koppelen (het aanleren aan de hersenen) aan andere dagelijks herhalend gedrag, zoals een kop koffie drinken, babbelen, een glas wijn drinken of tv kijken.
Stoppen met het gebruik van nicotine veroorzaakt ontwenningsverschijnselen door onder andere een tekort aan de neurotransmittor glutamaat. Er ontstaan verschijnselen zoals anhedonie, agitatie, hoofdpijn, angstgevoelens, cognitieve stoornissen en slaapverstoring. Deze symptomen hebben een piek na ongeveer 2-3 dagen, en verdwijnen meestal na 2-3 weken omdat de nicotine dan voor meer dan 90% uit het lichaam verdwenen is. Eigenlijk ervaart een regelmatige roker dagelijks ontwenningsverschijnselen, omdat de nicotine-inname op een gegeven moment niet genoeg meer is na jarenlang roken. De ontwenningsverschijnselen worden versterkt door de geestelijke verslaving aan nicotine. Men hoeft niet per definitie zware verschijnselen te krijgen, mits men onder andere beschikt over de juiste kennis. 50% van de stoppers hervalt binnen 1 week, 75% binnen 6 maanden. Ongeveer 6 % van stoppers rookt na een jaar nog steeds niet. Mensen die stoppen na een sessie van een Allen Carr-kliniek of na het (meerdere malen) lezen van zijn boek(en), hebben ongeveer viermaal zoveel kans na 13 maanden nog steeds gestopt te zijn volgens onderzoek door de Rijksuniversiteit Groningen.
De menselijke autonome en centrale zenuwstelsels bevatten receptoren die gevoelig zijn voor nicotine. Deze receptoren gaan als ze aan nicotine worden blootgesteld vragen om meer. Bovendien neemt het aantal receptoren toe naarmate iemand langer rookt. Daarnaast wordt het aantal receptoren door erfelijkheid bepaald. Als iemand stopt met roken, blijven de receptoren om nicotine vragen waardoor de drang om weer te roken ontstaat. Als iemand voldoende lang gestopt is, houden de receptoren daarmee op. Zodra echter weer een sigaret wordt opgestoken, gaan de receptoren als vanouds opnieuw om nicotine vragen.
De hoeveelheid nicotine die door roken van tabak in het lichaam terechtkomt hangt van een aantal factoren af:
- de soort tabak
- het al dan niet inhaleren
- het gebruik van een filter

Om de gezondheidsrisico's van roken te verminderen zijn er light-sigaretten op de markt gebracht, die een lagere hoeveelheid nicotine bevatten. Onderzoek wijst echter uit dat omdat de behoefte van de roker aan nicotine gelijk blijft, de roker van deze light-sigaretten meer zal roken, dieper zal inhaleren, de sigaret verder zal oproken en/of de perforaties in het filter zal dichtdrukken. Dit om maar minstens dezelfde hoeveelheid nicotine te kunnen inhaleren en daarmee automatisch ook minstens dezelfde hoeveelheid overige schadelijke stoffen.
Bij gebruik van pruimtabak of snuiftabak, die in de mond wordt gehouden tussen de lip en het tandvlees, wordt veel meer nicotine in het lichaam opgenomen dan bij roken. Ook deze vormen van gebruik zijn zeer verslavend.
Ondanks de sterk verslavende werking is de e-sigaret vrij verkrijgbaar in Nederland, echter met een aantal restricties zoals een minimum leeftijd van 18 jaar, geen smaakjes (behalve tabakssmaak) en geen online verkoop.

### Nicotine tijdens zwangerschap
Als de moeder rookt, bereikt de nicotine de ongeboren baby via de placenta. De effecten van de mindere hoeveelheid zuurstof en meer koolstofmonoxide op de foetus lijken echter ernstiger dan het effect van nicotine, maar ook de nicotine is schadelijk. Daarom is het zeer aan te raden om te stoppen met roken en geen nicotinepleisters, -kauwgom, -mondsprays of neussprays te gebruiken tijdens de zwangerschap. Ook tijdens de periode waarin borstvoeding wordt gegeven wordt het gebruik van nicotine sterk afgeraden.

## Therapeutische toepassingen
In een aantal situaties blijkt roken een therapeutische werking op patiënten te kunnen hebben. Dit worden wel Smoker’s Paradoxes genoemd. Deze therapeutische werking wordt voornamelijk aan nicotine toegeschreven. Vaak wordt de feitelijke werking niet of niet geheel begrepen.
Studies hebben aangetoond dat rokers minder revascularisatie behoeven na percutane coronaire interventie. Rokers lopen een sterk verminderd risico op colitis ulcerosa en stoppen met roken blijkt deze bescherming teniet te doen. Roken beïnvloedt de vorming van kaposisarcoom.
Uit onderzoek is gebleken dat de meerderheid van mensen met schizofrenie tabak consumeert. Schattingen van dat aantal variëren tussen 75 en 90%. Men meent dat mensen met schizofrenie zichzelf zo een medicatie toedienen en er meer profijt van hebben dan gezonde personen.
Er wordt onderzoek gedaan naar de behandeling met nicotine van een aantal aandoeningen zoals ADHD, de ziekte van Parkinson en de ziekte van Alzheimer door nicotine of de afbraakproducten ervan. Er bestaan ook indicaties dat roken door mensen met epilepsie voor een hogere frequentie van epileptische aanvallen zorgt, er bestaat echter nog onvoldoende bewijs (evidence synthese) voor de interactie tussen epilepsie, de epileptische aanvallen en nicotine.
De belangrijkste therapeutische toepassing van nicotine is echter de behandeling van nicotineafhankelijkheid. Door een gecontroleerde dosis nicotine toe te dienen aan de patiënt, bijvoorbeeld via kauwgum, pleisters of neusspray of mondspray, kan men de afhankelijkheid van het roken verminderen. Hierbij werkt kauwgum snel en kort. Een pleister werkt langzamer en geleidelijker. De nicotinevervangers zijn sinds 1983 op de Nederlandse markt. Overdosering kan een probleem zijn, met een mondspray bijvoorbeeld is de kans daarop reëel. Bij overdosering wordt men eerst misselijk, vervolgens kan men gaan braken en heel duizelig worden.  
Veel van de hierboven genoemde nicotineproducten zijn bij de drogist te verkrijgen. Deze producten zijn relatief duur. Men dient zelf de discipline op te kunnen brengen om de dosis geleidelijk aan te verlagen, anders blijft de nicotineafhankelijkheid bestaan.  
Sommige ziekenhuizen hebben een rookpoli waar men terechtkan voor hulp bij stoppen met roken. Er worden tests verricht om bijvoorbeeld longziekten als gevolg van roken op te sporen. Verder is er begeleiding en worden er recepten uitgegeven voor nicotinepleisters of antirookmedicatie welke (deels) vergoed worden vanuit de zorgverzekering. Deze vergoeding is afhankelijk van het land waarin de verzekerde woont en hoe deze verzekerd is. 
De term nicotinevervanger kan tot verwarring leiden. Bij de meeste nicotinevervangers wordt niet nicotine door een andere stof vervangen, maar wordt de bron waarmee men nicotine tot zich neemt vervangen door een andere bron. Dit verandert op zich niets aan de nicotinebehoefte. Hoewel het vervangen van de bron niet direct iets verandert aan de nicotinebehoefte, is het wel zo dat deze alternatieve bronnen van nicotine in verschillende sterktes komen of eenvoudiger te doseren zijn dan bij het gebruik van tabaksproducten. Hierdoor kan men zelf de nicotine inname afbouwen.
Een nicotinevervanger is de e-sigaret (vaak vape genoemd), die volgens RIVM-onderzoek echter net als de "gewone" sigaret tal van schadelijke stoffen bevat die kunnen leiden tot irritatie en schade aan de luchtwegen, hartkloppingen en een verhoogde kans op kanker. Deze gezondheidseffecten zijn evenwel veel minder ernstig dan die van tabak roken: longkanker, hartinfarct en beroerte, longemfyseem en COPD, alsmede mond-, tong-, slokdarm-, maag- en blaaskanker. Onderzoeken tonen ook aan dat de e-sigaret voor sommige zwaar verslaafde rokers mogelijk een effectieve methode zou kunnen zijn om te stoppen met het roken van tabakssigaretten. Het aantal giftige stoffen dat via de damp van een e-sigaret wordt geïnhaleerd zou vele malen kleiner zijn dan bij het roken van tabak, terwijl wel de nicotine op een aan het roken gelijkende manier kan worden genuttigd. In 2024 blijkt dat echter onjuist uit onderzoek, en wordt bijvoorbeeld ook duidelijk dat bij gebruik van e-sigaretten de kans op "gewoon" roken groter wordt (met name bij jongeren) en dat vapes vaak juist veel meer nicotine bevatten dan "gewone" sigaretten. Volgens het factsheet van het RIVM, waarin diverse studies worden samengevat, verschillen de samenstelling van de vloeistoffen per fabrikant sterk, evenals de afgifte per e-sigaret door onder andere sterk uiteenlopende verdampingstemperatuur. Door verbranding kunnen toxische en kankerverwekkende stoffen ontstaan bij gebruik die vooraf niet in de vloeistof aanwezig waren.
Nicotine wordt - illegaal - gebruikt voor de bestrijding van bloedluis bij pluimvee. In 2005 nam de Algemene Inspectiedienst in Nederland 1000 liter nicotine in beslag bij een ontsmettingsbedrijf. Omdat een aantal andere middelen tegen bloedluis zijn verboden, grijpen de kippenfokkers naar nicotine. In 2006 publiceerde het Rijksinstituut voor Volksgezondheid en Milieu een rapport betreffende de risicobeoordeling van de aanwezigheid van nicotine en cotinine in leghennen en eieren. De conclusies in dit rapport zijn:
- Er zijn geen aanwijzingen dat een 3 uur durende blootstelling van kippen aan een atmosfeer met ca. 800 mg nicotine per m³ (door middel van verneveling van een waterige nicotine-oplossing ter bestrijding van bloedluis) leidt tot nadelige effecten voor de gezondheid van de dieren of de eiproductie.
- Het risico voor de gezondheid van de consument ten gevolge van consumptie van eieren met residuen van nicotine (in casu cotinine en 3-hydroxycotinine), als gevolg van behandeling van de kippen met nicotine door middel van verneveling (ter bestrijding van bloedluis), is te verwaarlozen.
- Het verdient aanbeveling om na een behandeling van kippen met nicotine door middel van verneveling (ter bestrijding van bloedluis) een periode van twee weken in acht te nemen alvorens dergelijke kippen te slachten.
- Onder de voorwaarde dat de genoemde periode van twee weken tussen behandeling van kippen met nicotine (door middel van verneveling ter bestrijding van bloedluis) en slacht van die kippen in acht wordt genomen, is het risico voor de gezondheid van de consument bij consumptie van vlees van die kippen als gevolg van de aanwezigheid van residuen van nicotine, cotinine en 3-hydroxycotinine te verwaarlozen.

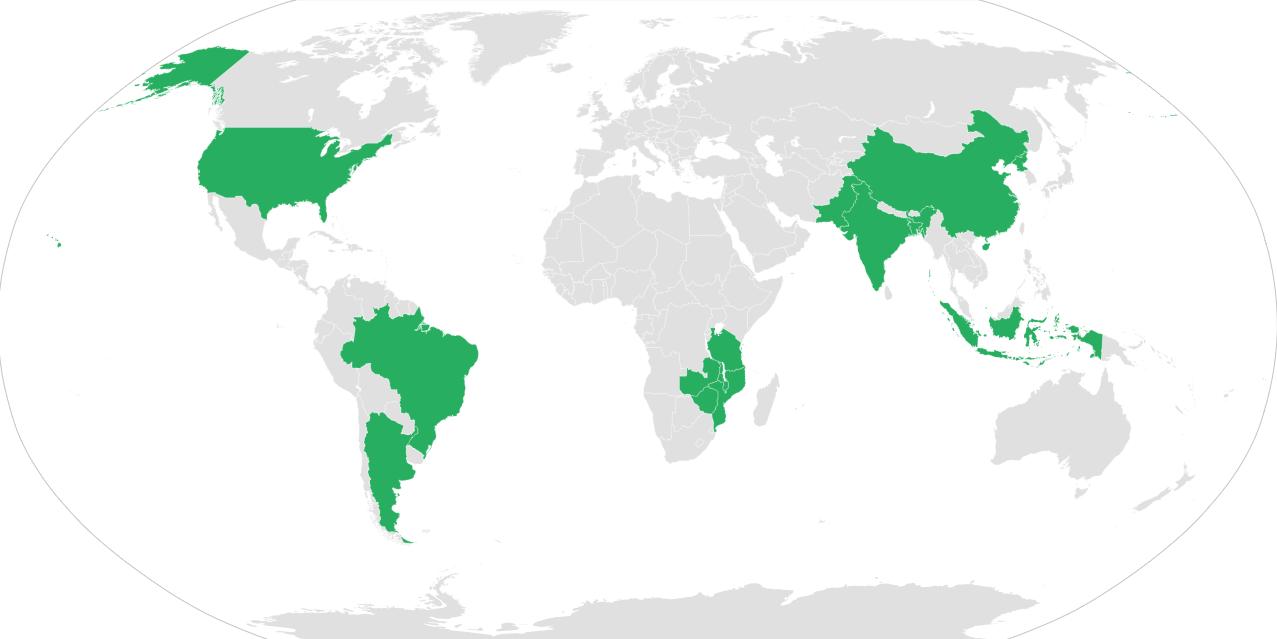
Tabaksteelt in de wereld rond 2017